# Suzuran Maru
 (avril 2020).
Si vous disposez d'ouvrages ou d'articles de référence ou si vous connaissez des sites web de qualité traitant du thème abordé ici, merci de compléter l'article en donnant les références utiles à sa vérifiabilité et en les liant à la section « Notes et références ».
Le Suzuran Maru (すずらん丸, Suzuran Maru) est un ferry ayant appartenu à la compagnie japonaise Shin Nihonkai Ferry. Construit de février à juillet 1970 aux chantiers Koyo Dockyard de Mihara, il est le tout premier navire de Shin Nihonkai. Il inaugure les activités de la compagnie en août 1970 sur les lignes entre la côte nord-ouest d'Honshū et Hokkaidō. Échangé en 1975 contre deux navires plus performants, il intègre la flotte de la compagnie Tonku Ferry, société appartenant au même groupe que Shin Nihonkai. Renommé Ferry Izu (フェリー伊豆, Ferī Izu), il dessert jusqu'en 1977 une ligne entre Tokyo et l'île de Kyūshū avant de réintégrer la flotte de Shin Nihonkai sous le nom de Ferry Lilac (フェリーライラック, Ferī Rairakku) à l'occasion de l'ouverture d'une nouvelle ligne vers Hokkaidō. Supplanté en 1979, il est transféré au sein de la compagnie Nishi Nippon Kisen, autre filiale du groupe Kanko Kisen, qui le rebaptise Utopia (ゆうとぴあ, Yuutopia) et l'exploite en tant que navire de croisière. Vendu en 1994 à une société maltaise, il est exploité sous le nom de Poseidon par des compagnies grecques sur les lignes entre la Grèce et l'Italie. Retiré du service en 2005, il est vendu aux Émirats arabes unis pour être transformé en hôtel flottant à Dubaï. Le projet ne se réalisera cependant pas malgré le début de travaux de transformation. Annoncé comme ayant été vendu à la démolition en Inde en 2008, le navire serait demeuré à l'abandon plus longtemps. Il aurait été démoli à Gadani au Pakistan en 2011.

## Histoire

### Origines et construction
Après le succès de sa compagnie Hankyu Ferry et de ses deux navires mis en service en 1968 entre la région du Kansai et la préfecture de Fukuoka sur l'île de Kyūshū, le groupe Kanko Kisen décide de la mise en place d'un service similaire en mer du Japon pour relier le Kansai et l'île d'Hokkaidō. La compagnie Shin Nihonkai Ferry est ainsi créée en 1969, destinée à assurer le transport de fret et de passagers entre Maizuru et Otaru. Immédiatement, un premier car-ferry est commandé aux chantiers Koyo Dockyard de Mihara.
Baptisé Suzuran Maru, le futur navire est de conception similaire à celle des jumeaux de Hankyu Ferry. Il affiche cependant des dimensions bien plus grandes, avec une longueur de 160 mètres pour un tonnage d'environ 10 000 UMS, afin de pouvoir naviguer en mer du Japon en toute saison, y compris en hiver où les conditions sont réputées pour être difficiles. C'est ainsi que le navire va être équipé en conséquence pour faire face aux hivers d'Hokkaidō, avec notamment à la proue une structure particulière en forme de dôme conçue pour protéger son gaillard d'avant et empêcher les treuils des amarres et des ancres de geler. Tout comme les navires de Hankyu Ferry, une attention particulière va être portée aux locaux des passagers dont la capacité est arrêtée à 1 100 personnes. Le garage, occupant deux ponts est aménagé pour transporter une centaine de remorques et 150 voitures particulières. Enfin, la vitesse du navire est fixée à 21 nœuds, dans l'optique de relier Maizuru et Otaru en 26 heures seulement.
Sa construction débute le 20 février 1970 aux chantiers Koyo Dockyard. Le navire est ensuite lancé le 6 mai puis achevé les mois suivants. Il est finalement livré à Shin Nihonkai le 29 juillet 1970.

### Service

#### Kanko Kisen (1970-1994)
Le Suzuran Maru est mis en service en août 1970. Il inaugure les activités de la compagnie Shin Nihonkai Ferry entre Maizuru, Tsuruga et Otaru. Mais après un an d'exploitation, ses performances se révèlent décevantes, censé assurer la traversée en 26 heures, le navire met en réalité plus de 30 heures pour rejoindre Hokkaidō, ce qui ne permet que deux traversées par semaine. Le Suzuran Maru rencontre cependant un très grand succès parmi les passagers, encourageant Shin Nihonkai à faire construire un second navire en 1972, puis un troisième en 1973. 
Le trio formé par le Suzuran Maru, le Ferry Hamanasu et le Ferry Akashia permet à la compagnie de proposer un total de six rotations par semaine. Ces navires sont surnommés les « Shinkansen des mers » en raison du dôme présent à la proue qui rappelle les formes du train à grande vitesse japonais. 
En 1975, dans le but de multiplier les fréquences et rajeunir la flotte, Shin Nihonkai Ferry échange au mois d'octobre le Suzuran Maru contre deux navires plus récents à la capacité moindre à la compagnie Tonku Ferry, autre société du groupe Kanko Kisen. Le navire devient alors le Ferry Izu. Il est exploité par son nouveau propriétaire entre Tokyo et Kitakyūshū dans la préfecture de Fukuoka. 
En 1977, Shin Nihonkai lance une ligne vers Otaru depuis Niigata dans la préfecture de Niigata. Le navire réintègre alors la flotte de son propriétaire d'origine sous le nom de Ferry Lilac. Il est affecté sur la nouvelle ligne Niigata - Otaru qu'il effectue en tandem avec le Ferry Akashia.
Remplacé en 1979 par le Ferry Shirayuri à la suite de la mise en service des New Suzuran et New Yūkari, le Ferry Lilac quitte la flotte de Shin Nihonkai. Il est transféré au sein d'une autre filiale de Kanko Kisen, la compagnie Nishi Nippon Kisen. Renommé Utopia, le car-ferry est exploité en tant que navire de croisières autour du Japon.

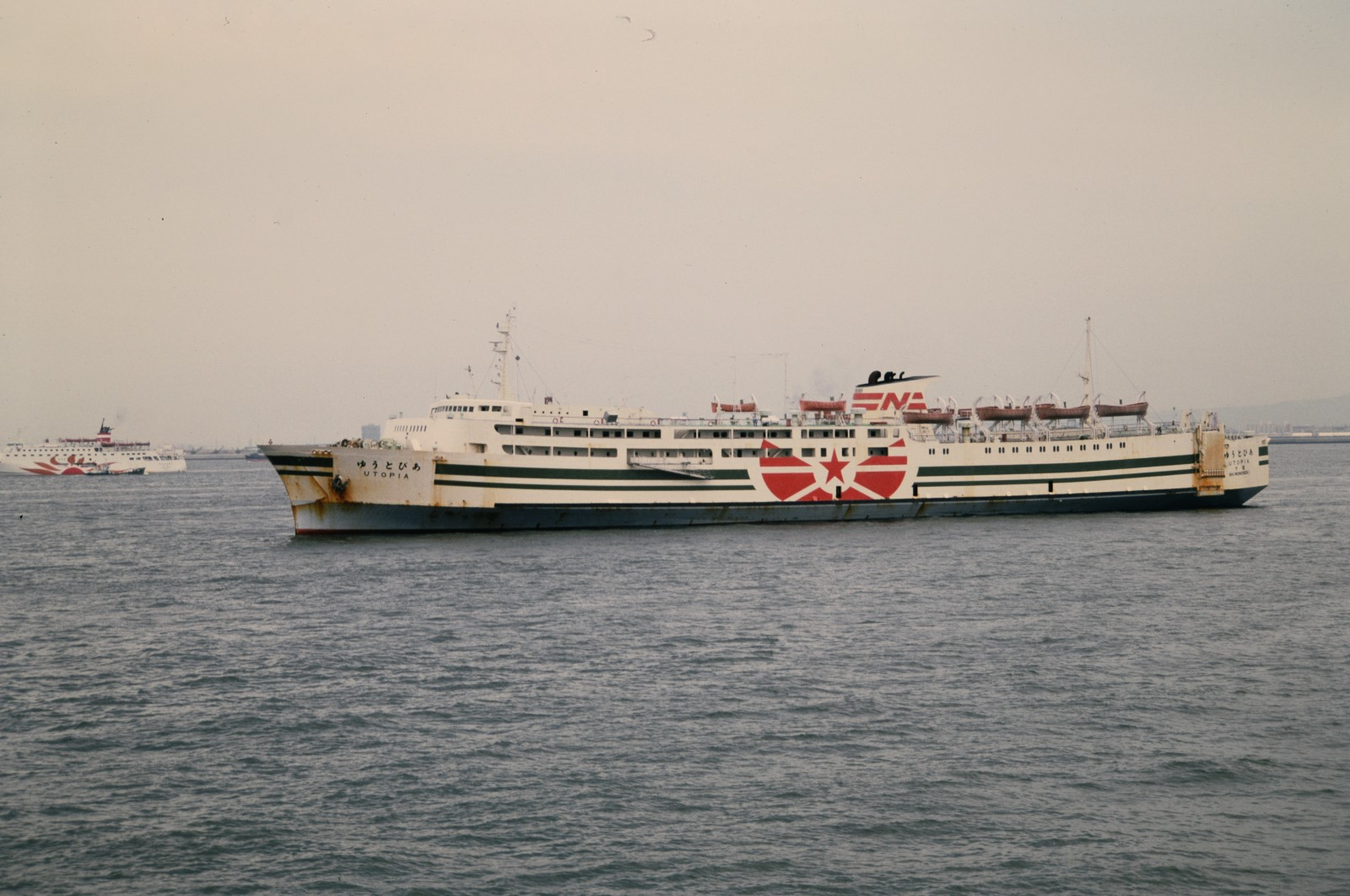
Le Utopia sous les couleurs de Nishi Nippon Kisen.

En 1986, le navire subit quelques travaux de transformations qui modifient son apparence extérieure. Une partie des locaux à l'arrière du pont 5 est supprimée pour permettre l'installation de dispositifs de sauvetage supplémentaires, la cheminée est modifiée et le dôme à l'avant du navire est retiré en raison d'un accident survenu au cours d'une tempête, une vague était en effet parvenue à remonter le long du dôme, entraînant la destruction des sabords de la passerelle de navigation.
Le Utopia continue de naviguer pour Nishi Nippon Kisen jusque dans les années 1990. En 1994, il est vendu à la société maltaise P. Shipping Ltd

#### 1994-2011
Rebaptisé Poseidon, le navire rejoint la Grèce courant 1994. Après quelques transformations, il est affecté en juin sur une ligne reliant l'Italie, la Grèce et la Turquie opérée par la compagnie grecque Med Link Lines. Le prolongement vers la Turquie n'est pas reconduit en 1995.
En 1998, le navire devient la propriété de l'armateur Five Stars Lines qui l'exploite sur les mêmes lignes. En 2000, il est affrété par la compagnie publique algérienne Algérie Ferries qui le fait naviguer entre 2000 et 2001 entre l'Algérie et l'Espagne. À l'issue de cet affrètement, il est désarmé à Éleusis.
Le navire prend le nom de Poseidon X en avril 2002. En septembre 2003, une tentative de vente aux enchères du car-ferry échoue, il est toutefois vendu quelques mois plus tard à la société Crystal Shipping qui le rebaptise successivement Poseidon A, Poseidon et enfin, Poseidon C. Il reprend finalement la mer en 2004 entre la Grèce et l'Italie sous affrètement par la compagnie Adriatic Seaways. Son exploitation est néanmoins arrêtée en 2005.
Désarmé dans un premier temps à Igoumenitsa puis à Perama, il est acquis au début de l'année 2006 par la société comorienne Atlantides Shipping qui le renomme une nouvelle fois Poseidon. Il rejoint ensuite Dubaï aux Émirats arabes unis en février. Prévu pour être converti en hôtel flottant, des travaux de transformations débutent à bord. Les superstructures du navires sont surélevées à l'arrière et le pont 7 est élargi sur toute la taille du navire. Malgré cela, les travaux sont arrêtés et le projet est abandonné. Si le navire a été annoncé comme ayant été démoli en Inde en 2008, plusieurs détails, notamment des photos, attestent de sa présence à Dubaï après cette date. Sa fin est inconnue, mais il a très probablement été démoli à Gadani, au Pakistan, en novembre 2011.

## Aménagements
Le Suzuran Maru possédait 7 ponts. Si le navire s'étendait en réalité sur 8 ponts, l'un d'entre eux était absent au niveau du garage pour permettre le transport des remorques. Les locaux des passagers étaient situés sur les ponts 4, 5 et 6 tandis que le pont 3 abritait les garages. 

### Locaux communs
Au début de sa carrière, le Suzuran Maru était équipé de deux cafétérias (une pour les 1re classes et l'autre pour les 2de), d'un bar, d'un salon VIP, d'une salle de jeu Mah-jong et de bains publics.

### Cabines
Durant la période japonaise du navire, les installations étaient séparées en deux classes. Les passagers de 1re classe étaient logés en cabines pour un total de 134 places tandis que la 2de classe proposait 268 places en cabines et 585 places en dortoir.

## Caractéristiques
Le Suzuran Maru mesurait 160,50 mètres de long pour 25,50 mètres de large, son tonnage de 9 053 UMS. Dans sa configuration initiale, il pouvait embarquer 1 107 passagers et possédait un garage pouvant contenir 124 remorques et 150 véhicules. À partir de 1994, sa capacité est portée à 1 244 passagers et 400 véhicules. Le garage était initialement accessible par trois portes rampes, deux portes axiales situées à la poupe l'une située à la proue et une porte de latérale située à la poupe du côté bâbord. Après sa transformation, l'accès au garage se faisait au moyen de la porte rampe arrière, la porte avant ayant été condamnée. La porte axiale bâbord sera aussi conservée. La propulsion du Suzuran Maru était assurée par deux moteurs diesels Fuji-Pielstick 18PC2V développant une puissance de 13 240 kW entrainant deux hélices faisant filer le bâtiment à une vitesse de 21 nœuds. Les dispositifs de sécurité étaient à l'époque essentiellement composés de radeaux de sauvetage mais aussi d'une embarcation semi-rigide de secours. À partir de 1986, le navire était équipé de huit embarcations de sauvetage ouvertes de taille moyenne ainsi que deux embarcations plus petites.

## Lignes desservies
Au début de sa carrière, le Suzuran Maru desservait les lignes inter-îles japonaises de Shin Nihonkai Ferry entre la côte nord-ouest d'Honshū et Hokkaidō sur la route Maizuru - Tsuruga - Otaru. De 1975 à 1977, il a navigué entre Tokyo et Kitakyūshū pour la compagnie Tonku Ferry avant de desservir la ligne de Shin Nihonkai entre Niigata et Otaru. De 1979 à 1994, il effectuait des croisières autour du Japon sous les couleurs de la compagnie Nishi Nippon Kisen.
À partir de 1994, le navire est affecté entre l'Italie, la Grèce et la Turquie sur la ligne Brindisi - Patras - Çeşme. La desserte de Çeşme sera arrêtée en 1995. Le navire a ensuite navigué de 2000 à 2001 entre Alger et Alicante en Espagne sous les couleurs d'Algérie Ferries. Sa dernière affectation est la ligne greco-italienne Igoumenitsa - Corfou - Brindisi qu'il a assurée de 2004 à 2005.